# Ultratip 50
Ultratip 50 ou Ultratip Bubbling Under 50 était un classement musical wallon qui classait des chansons jamais apparues d'Ultratop 50, crée le 1er novembre 1956, arrêté le 1er janvier 1966 et relancé le 21 mars 1998 et redissout le 30 janvier 2021. Ce classement était comparable au classement américain Bubbling Under Hot 100.
Le 2 janvier 2016, Ultratip Bubbling Under 50 est créé en étendant les 50 positions du classement sous forme d'Extra Tips.